# 바하마의 경제
바하마의 경제는 관광과 역외 금융에 의존하고 있다. 바하마는 서인도 제도에서 가장 부유한 나라이며 명목 GDP로는 북미에서 14위를 차지하고 있으며 루케이언 제도의 안정적인 개발도상국이며, 인구는 391,232명 (2016년)이다. 관광 수입의 꾸준한 성장과 새로운 호텔, 리조트, 주거지의 건설 붐은 수년간 견고한 GDP 성장을 이끌었다. 미국 경제의 둔화와 9·11 테러는 2001년부터 2003년까지 이들 부문의 성장을 저해했다.
국내총생산(GDP)의 약 15%를 차지하는 바하마 경제에서 금융서비스가 두 번째로 중요한 부문이다. 제조업과 농업이 함께 GDP의 약 10%를 기여하고 있으며, 이러한 부문에 대한 정부의 장려책에도 불구하고 거의 성장하지 못하고 있다. 단기적으로 전체적인 성장 전망은 관광 부문의 운명에 크게 의존하고 있는데, 관광업은 방문객의 80% 이상을 차지하는 미국의 성장에 달려 있다. 관광과 은행업 외에도, 정부는 "제2의 기둥"인 전자 상거래의 개발을 지원한다.

## 바하마 경제의 특징
바하마 경제는 외환 수익을 창출하기 위해 관광과 금융 서비스에 거의 전적으로 의존하고 있다. 바하마의 국내총생산(GDP)은 약 57억 달러로 관광업이 50%를 차지하고 금융서비스가 20%를 차지하며, 수지는 소매업과 도매업, 어업, 경공업, 농업으로 퍼져 있다. 유럽 연합은 바하마가 조세 공정성과 투명성 기준을 충족하지 못하기 때문에 바하마를 카리브해 지역의 "비협조적 관할구역" 중 하나로 지정하고 있다.

### 관광업
관광업만 해도 국내총생산(GDP)의 약 51%를 차지하며 바하마 노동력의 약 절반을 고용하고 있다. 2016년, 3백만 명이 넘는 관광객들이 바하마를 방문했고, 그들 중 대부분은 미국과 캐나다에서 왔다.
바하마 경제의 전반적인 성장에 가장 큰 기여를 한 곳은 케르즈너 인터내셔널의 아틀란티스 리조트 앤 카지노로, 그는 이전의 파라다이스 아일랜드 리조트를 인수하여 경제에 매우 필요한 활력을 제공했다. 여기에 브리즈 슈퍼클럽과 샌들리조트가 문을 연 것도 반전에 일조했다. 바하마 정부는 또한 외국인 투자자들을 유혹하기 위한 적극적인 접근법을 채택했고 극동, 유럽, 중남미, 캐나다에 대한 주요 투자 임무를 수행했다. 여행의 주된 목적은 이 시장들에서 바하마의 명성을 회복하는 것이었다.

### 농업
농업과 수산업은 GDP의 5%를 차지한다. 바하마는 바닷가재와 물고기를 수출하지만 상업적으로 사육하지는 않는다. 대규모 농업이 없고, 대부분의 농산물이 국내에서 소비된다. 바하마는 매년 2억 5천만 달러 이상의 식료품을 수입하며, 이는 바하마의 식량 소비의 약 80%를 차지한다. 정부는 식량 생산을 확대하여 수입을 줄이고 외환을 창출하는 것을 목표로 한다. 농업 수출, 특히 특산식품 수출을 늘리기 위한 외국인 투자를 적극적으로 모색하고 있다. 정부가 외국인 투자를 장려하고 싶은 분야로 쇠고기·돼지고기 생산과 가공, 과일·견과류, 낙농, 겨울 채소, 양잠(새우농가) 등을 공식 등재하고 있다.

### 무역
바하마 정부는 바하마 달러의 가치를 미국 달러와 동등하게 유지하고 있다. 바하마는 미국-카리브 분지 무역 동반자법(CBTPA), 캐나다의 CARIBCAN 프로그램, 그리고 유럽 연합의 로메 4 협정의 수혜자이다. 비록 바하마는 카리브 공동체의 정치적 측면에 참여하고 있지만, 다른 카리브해 국가들과 공동 경제 계획을 수립하지는 않았다.

## 조세
바하마에는 소득세, 법인세, 양도소득세, 부유세가 없다. 급여세는 사회보험 급여를 지원하며, 근로자가 3.9%, 사업주가 5.9%를 부담한다. 2010년 전체 세수는 GDP의 17.2%였다. 2015년 1월 1일에는 부가가치세(VAT)가 7.5% 부과되었다. 2018년 7월 1일부터 7.5%에서 12%로 증가했다.